# キャプテン・アメリカ/ウィンター・ソルジャー
『キャプテン・アメリカ/ウィンター・ソルジャー』（Captain America: The Winter Soldier）は、マーベル・スタジオ製作、ウォルト・ディズニー・スタジオ・モーション・ピクチャーズ配給による2014年のアメリカ合衆国のスーパーヒーロー映画である。
「マーベルコミック」のアメリカン・コミックヒーローである『キャプテン・アメリカ』の実写映画化作品で、2011年の映画『キャプテン・アメリカ/ザ・ファースト・アベンジャー』の続編となるシリーズ第2作。また、様々な「マーベル・コミック」の実写映画を、同一の世界観のクロスオーバー作品として扱う『マーベル・シネマティック・ユニバース』（MCU）としては第9作品目の映画である。

## 概要
「マーベルコミック」のアメリカン・コミックヒーローである『キャプテン・アメリカ』の実写映画化作品で、2011年の映画『キャプテン・アメリカ/ザ・ファースト・アベンジャー』の続編となるシリーズ第2作。また、様々な「マーベル・コミック」の実写映画を、同一の世界観のクロスオーバー作品として扱う『マーベル・シネマティック・ユニバース』シリーズとしては第9作品目の映画である。
監督はルッソ兄弟、脚本はクリストファー・マルクスとスティーヴン・マクフィーリーである。出演はクリス・エヴァンス、スカーレット・ヨハンソン、セバスチャン・スタン、アンソニー・マッキー、コビー・スマルダーズ、フランク・グリロ、エミリー・ヴァンキャンプ、ヘイリー・アトウェル、ロバート・レッドフォード、サミュエル・L・ジャクソンらであり、ワシントンD.C.に潜む敵を破るために奮闘するキャプテン・アメリカ（エヴァンス）とブラック・ウィドウ（ヨハンソン）が物語の中心となる。
『キャプテン・アメリカ/ザ・ファースト・アベンジャー』の脚本家であるクリストファー・マルクスとスティーヴン・マクフィーリーはその公開の前から執筆作業を開始し、2012年6月にはルッソ兄弟の監督交渉も始まった。翌月にはアンソニー・マッキーやセバスチャン・スタンといった助演のキャスティングも始まった。主要撮影は2013年4月にカリフォルニア州ロサンゼルスで始まり、その後ワシントンD.C.やオハイオ州クリーブランドでも行われた。2014年3月13日にロサンゼルスでワールド・プレミアが開催され、国際市場では3月26日、北アメリカでは4月4日より、2D、3D、IMAX 3Dの3フォーマットで封切られた。2016年5月6日にはルッソ兄弟監督による続編が公開された。日本では4月19日と数週間遅れでの公開となった。キャッチコピーは「アベンジャーズ以外、全員敵。」である。

## あらすじ
ニューヨークでの戦いから2年後、キャプテン・アメリカことスティーブ・ロジャースはワシントンD.C.で暮らし、諜報機関S.H.I.E.L.D.のニック・フューリーの下で働きつつ、現代社会への適応に苦労していた。
ある日、S.H.I.E.L.D.の船舶が海賊ジョルジュ・バトロックによって占拠され、スティーブとエージェント・ナターシャ・ロマノフは、エージェント・ラムロウが率いる対テロ作戦部隊S.T.R.I.K.E.と共に人質の救出へ向かう。任務中、スティーブはナターシャが船のコンピュータからデータを取り込んでいるところを見つけ、彼女がフューリーから別の指令を受けていることを知る。
スティーブはS.H.I.E.L.D.本部のトリスケリオンへと帰還し、フューリーからS.H.I.E.L.D.が進める「インサイト計画」の説明を受ける。これは船から打ち上げたスパイ衛星によって敵を捉え、3隻のヘリキャリアによって先制攻撃するというものだった。フューリーはこの計画に賛同しつつも違和感を持ったため、ナターシャに密かに計画のデータを持ち帰るよう指示したのだった。データが解析できないことを不審に思ったフューリーは、世界安全保障委員会のアレクサンダー・ピアースに計画の延期を要求する。
フューリーはウィンター・ソルジャーと呼ばれる謎の暗殺者率いる部隊の襲撃を受けた。彼はスティーブのアパートに逃げ込み、S.H.I.E.L.D.が危険だと警告する。スティーブにUSBメモリを手渡した直後、フューリーはウィンター・ソルジャーの狙撃を受けて倒れ、手術中に死亡が確認される。後日、スティーブがフューリーの情報をピアースに渡すのを拒否すると、ピアースはスティーブをS.T.R.I.K.E.に襲撃させた。これを振り切って脱出したスティーブを、ピアースは逃亡犯として手配する。
ナターシャと合流したスティーブは、USBメモリのデータを利用して見つけたS.H.I.E.L.D.の無人の格納庫へ潜入し、古びたスーパーコンピュータを起動する。その中には、ナチスから生まれた組織・ヒドラの科学者アーニム・ゾラの意識が保存されていた。ゾラはかつて壊滅したはずのヒドラがS.H.I.E.L.D.内部で密かに活動を続けていることを明かす。
スティーブとナターシャは、スティーブの友人で元米空軍パラシュート兵のサム・ウィルソンに助けを求める。ピアースとS.H.I.E.L.D.エージェントのジャスパー・シットウェルがヒドラの一員であると推論した3人はシットウェルを捕まえ、将来ヒドラの計画の邪魔になる恐れがある個人を特定できるアルゴリズムをゾラが開発していたことを白状させた。インサイト計画の真の目的とは、これにより特定した個人をヘリキャリアと衛星を使って排除することであった。
移動中、スティーブ、ナターシャ、サムはウィンター・ソルジャー率いる武装集団の襲撃に遭う。戦闘中にスティーブが見たウィンター・ソルジャーの素顔は、第二次世界大戦中に死んだはずの親友バッキー・バーンズであった。ウィンター・ソルジャーが姿を消した後、3人はS.T.R.I.K.E.に逮捕されるがマリア・ヒルによって救い出され、死を偽装することにより難を逃れていたフューリーと再会する。インサイト計画を阻止することを決意した一同は、ヘリキャリアのコントロール・チップを交換することで自滅させる作戦を実行に移す。
世界安全保障委員会のメンバーがヘリキャリアー発進のために集結した後、スティーブはトリスケリオンで働く者たちにヒドラの陰謀を放送で暴露する。ナターシャとフューリーはピアースの武装を解除し、ヒドラの行動を全世界に公開させた。スティーブとサムは2隻のヘリキャリアーに突入し、チップの交換に成功するが、3隻めでウィンター・ソルジャーが現れ、スティーブとの戦闘となった。スティーブはかつての親友であるウィンター・ソルジャーとの戦いを拒む。そしてヘリキャリアーがトリスケリオンに衝突して彼はポトマック川へと投げ出された。スティーブの呼びかけで記憶を取り戻したウィンター・ソルジャーは彼を救出し、その場を去った。
戦いは終わった。フューリーは死を偽装したままヒドラの残党を追って東ヨーロッパへと旅立ち、スティーブとサムはウィンター・ソルジャーを追跡することにした。
エンドクレジットの途中の場面で、ヒドラの研究所でバロン・ストラッカーが「奇跡の時代」の始まりを宣言し、エネルギーを帯びたセプターと、ガラス張りの部屋に監禁された若い2人の兄妹（超高速で動く男と念導力を使う女）が登場した。エンドクレジット後の場面ではウィンター・ソルジャーがスミソニアン博物館を訪れ、記念館にあるバッキー・バーンズのパネルを見つめていた。

## 登場人物・キャスト

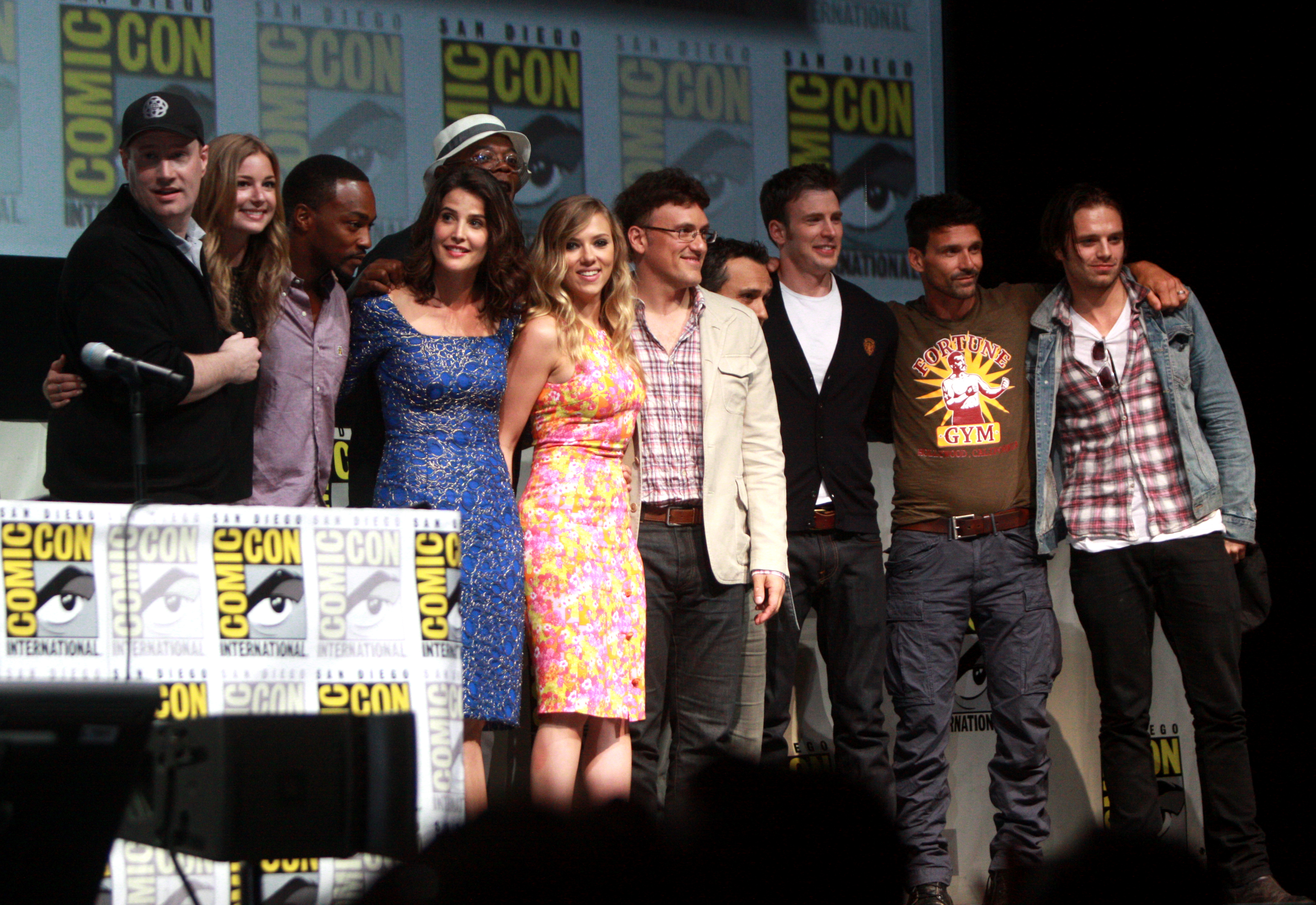
2013年のコミコン・インターナショナルに登場したキャストとスタッフ。左から、ケヴィン・ファイギ、ヴァンキャンプ、マッキー、スマルダーズ、ジャクソン、ヨハンソン、アンソニーとジョー・ルッソ、エヴァンス、グリロ、スタン。

スティーブ・ロジャース / キャプテン・アメリカ
演 - クリス・エヴァンス、日本語吹替 - 中村悠一
第二次世界大戦中に母国アメリカを救って消息を絶ち、現代に復活した伝説の英雄。本作ではS.H.I.E.L.D.のエージェントとして活動しており、組織とフューリーの方針には不信感を抱いたことに加え、自らに襲いかかってきた強敵“ウィンター・ソルジャー”の正体が親友バッキーであった事実に苦悩を深めながらもヒドラに戦いを挑む。
演じたエヴァンスはパルクール、ブラジリアン柔術、空手、ボクシング、体操の訓練を受けたが、ルッソ兄弟はこれをスティーブ・ロジャースが近代的な戦闘スタイルと技術を学び、マスターしたことを意味すると考えている。
ナターシャ・ロマノフ / ブラック・ウィドウ
演 - スカーレット・ヨハンソン、日本語吹替 - 米倉涼子
スパイとして高度な訓練を受けたS.H.I.E.L.D.エージェント。S.H.I.E.L.Dに追われる身となったスティーブのパートナーを務め、本作の5年前に任務中にウィンター・ソルジャーに襲撃された因縁もあった。本作では、恋愛経験に乏しいスティーブを頻繁にからかうような言動をとるほか、フューリーの死には涙を流し、「S.H.I.E.L.D.に加入して変われると思ったのに、この仕事に向いてないかも」と零すなど、今までになかった内面も見せる。
ジェームズ・ブキャナン・“バッキー”・バーンズ / ウィンター・ソルジャー
演 - セバスチャン・スタン、日本語吹替 - 白石充
諜報の世界で伝説とされる暗殺者。その正体は、スティーブの親友で第二次世界大戦中に戦死したと思われていたバッキー・バーンズで、ヒドラによって肉体を強化・洗脳されて以前の記憶を失い、ヒドラの手先となっていた。フューリーやスティーブたちの前に幾度となく立ちはだかり、襲いかかる。
スタンは『ザ・ファースト・アベンジャー』を含む9本の映画に出演する契約をマーベル・スタジオと交わしており、役作りのために5ヶ月に及ぶ訓練に耐え、歴史的なリサーチを行い、冷戦ものの映画を鑑賞した。
サム・ウィルソン / ファルコン
演 - アンソニー・マッキー、日本語吹替 - 溝端淳平
特別製のウィング・パック“ファルコン”を駆使する、空中戦闘の軍事訓練を受けた元落下傘兵。S.H.I.E.L.Dに追われる身となったスティーブとナターシャの現状を知り、自ら共闘を申し出た。
この役柄についてマッキーは「（ウィルソンは）大規模な軍事訓練を経て、戦術的な指導者になった本当にスマートな男」、「彼は最初のアフリカ系アメリカ人のスーパーヒーローだ。その役になるということは、これまでの自分の仕事全てが報われたとすら思える。私の息子や甥、姪が、ハロウィンにファルコンの仮装をするかも知れないと思うと嬉しくてたまらない。彼らもまたアイドルを得たと言うことだからね。これは私にとって大きな名誉だ」と語った。マッキーは、マーベルが自分との契約前に脚本を読ませず、また役作りのために5ヶ月間に及ぶトレーニングと毎食1万1000カロリーの摂取が必要だろうと述べた。
マリア・ヒル
演 - コビー・スマルダーズ、日本語吹替 - 本田貴子
S.H.I.E.L.D.副長官を務めるエージェントで、フューリーと緊密に連携し、戦いの最前線でスティーブたちをサポートする。
ブロック・ラムロウ
演 - フランク・グリロ、日本語吹替 - 水内清光
S.H.I.E.L.D.の特別チームであるS.T.R.I.K.E.のリーダー。実はヒドラの一員でもあり、ピアースに敵対者と認定されたスティーブを、S.T.R.I.K.E.の部下たちを率いて執拗に追撃する。
シャロン・カーター / ケイト / エージェント13
演 - エミリー・ヴァンキャンプ、日本語吹替 - 御沓優子
S.H.I.E.L.D.のエージェント。スティーブには極秘で、看護師“ケイト”を装って彼のアパートの隣人となり、護衛を任されていた。
ペギー・カーターの姪孫という事実は本作で語られることはなく、終盤ナターシャによって本名が“シャロン”であることのみ明かされる。
マーガレット・エリザベス・“ペギー”・カーター
演 - ヘイリー・アトウェル、日本語吹替 - 園崎未恵
20世紀に“エージェント・カーター”のコードネームで戦略科学予備軍SSRに所属し、S.H.I.E.L.D.創設の中心人物も務めた、スティーブの元恋人。
現代では老衰により老人ホームに入居している。
アーニム・ゾラ
演 - トビー・ジョーンズ、日本語吹替 - 佐々木睦
戦時中にSSRの捕虜となり、戦後も同組織の活動に携わったスイス人科学者。捕虜として長年SSRに尽くしてきた裏で、新たなヒドラを結成させたが、本作では6万メートルに及ぶ大量の磁気テープに意識を映した分身として登場する。
ジャスパー・シットウェル
演 - マキシミリアーノ・ヘルナンデス、日本語吹替 - 丸山壮史
S.H.I.E.L.D.の士官クラスのエージェント。実は彼もヒドラの一員であり、本作ではインサイト計画実行の主要人物として登場する。
ジョルジュ・バトロック
演 - ジョルジュ・サンピエール
フランス系アルジェリア人の傭兵で、36の暗殺任務を遂行した経歴を持ち、国際警察にも追われているフランスの元工作員。本作冒頭で部下を率いてレムリア・スターを襲撃する。
演じるサンピエールはUFCの格闘家で、作中の戦闘シーンも彼が演じている。
警備員
演 - スタン・リー、日本語吹替 - 広瀬正志
スミソニアン博物館の老警備員。
ジャック・ロリンズ
演 - カラン・マルヴェイ、日本語吹替 - 高橋圭一
S.T.R.I.K.E.のメンバーで、ラムロウの片腕的存在。オールバックの髪型が特徴で、ヒドラの一員でもある。
スターン
演 - ギャリー・シャンドリング、日本語吹替 - 石住昭彦
以前トニー・スターク/アイアンマンにアイアンマン・アーマーの引渡しを要求したアメリカ上院議員。実は彼もヒドラの一員であった。
キャメロン・クライン
演 - アーロン・ヒムルスタイン
インサイト・ヘリキャリアの管制官を務めるS.H.I.E.L.D.の職員で、パーマがかかった髪型が特徴。
レナータ
演 - ブランカ・カティック、日本語吹替 - ちふゆ
ピアースの邸宅で使用人として働く女性。
ホーリー
演 - ジェニー・アガター、日本語吹替 - 寺内よりえ
世界安全保障委員会の役員を務めるイギリス人で、『アベンジャーズ』にも登場した。
ロックウェル
演 - アラン・デイル、日本語吹替 - 有本欽隆
世界安全保障委員会の役員を務めるアメリカ人。
イェン
演 - チン・ハン、日本語吹替 - 伊藤和晃
世界安全保障委員会の役員を務める中国人。
スィン
演 - バーナード・ホワイト、日本語吹替 - 小形満
世界安全保障委員会の役員を務めるインド人。
アレクサンダー・ピアース
演 - ロバート・レッドフォード、日本語吹替 - 田中秀幸
S.H.I.E.L.D.の理事を務める高官で世界安全保障委員会とのパイプ役。フューリーとは古い同志でもあり、フューリーをS.H.I.E.L.D.長官に推薦し、就任させたことも本作で判明した。彼も現代におけるヒドラの中心的な存在で、自ら中心となってインサイト計画を進める。
レッドフォードは『コンドル』をはじめとする1970年代のスリラーでの彼の役柄へのオマージュも兼ねてキャスティングされた。
レッドフォードは出演理由について「ハイテクによって漫画のキャラクターが実写化されるような映画の新しい製作過程を経験したかったからなんだ」と語っている。
ニック・フューリー
演 - サミュエル・L・ジャクソン、日本語吹替 - 竹中直人
S.H.I.E.L.D.の長官。インサイト計画に不信感を抱き、ピアースに計画延期を訴えた矢先にウィンター・ソルジャーらに襲われ、本作の一件に巻き込まれる。
ノンクレジット・カメオ出演
ファイン
演 - ジョー・ルッソ
S.H.I.E.L.D.に所属する医師。
本作の監督の1人であるジョー・ルッソ自らが演じている。
ドクター・リスト
演 - ヘンリー・グッドマン
ヒドラの科学者。
ヴォルフ・ガング・フォン・ストラッカー / バロン・ストラッカー
演 - トーマス・クレッチマン、日本語吹替 - 広瀬彰勇
S.H.I.E.L.D.の元科学者で、ロボット工学と人工知能に精通しているヒドラのリーダー。
ピエトロ・マキシモフ / クイックシルバー
演 - アーロン・テイラー＝ジョンソン
ワンダの双子の兄。超高速移動が可能。
『X-MEN:フューチャー&パスト』でエヴァン・ピーターズが演じた同キャラクターとは別人。
ワンダ・マキシモフ / スカーレット・ウィッチ
演 - エリザベス・オルセン
ピエトロの双子の妹。テレキネシス能力を使う。
ゲイリー・シニーズ（吹替：山野井仁）はスミソニアン博物館のナレーターの声を務めている。ウィンター・ソルジャーの創造者であるエド・ブルベイカーはウィンター・ソルジャーのもとで働く科学者役でカメオ出演している。

## 設定・用語

### ヒーロー・ヴィランの装備
キャプテン・アメリカの装備
トレードマークである“キャプテン・アメリカの盾”、“ステルス・ユニフォーム”、“レプリカ・ユニフォーム”、“盗聴器”、“ハーレーダビッドソン・ストリート”を装備・駆使する。

ブラック・ウィドウの武器
万能リストバンドの“ウィドウズ・バイト”や、グロック26を駆使する。

ウィンター・ソルジャーの装備
本作では、左義手の“サイバネティック・アーム（ヒドラ製）”や多数の銃火器、“球状手榴弾”、“ワイヤー射出機”を装備・駆使する。

ファルコンの装備
高性能ウィング・パックの“EXO-7ファルコン マーク1”、“スマート・ゴーグル（空軍製）”、ステアーSPPを装備・駆使する。

### S.H.I.E.L.D.
概要
MCUの各作品の多くに登場する国際平和維持組織。その前身は、スティーブが大戦中に所属していた戦略科学予備軍SSRで、SSRを発展させる形で創設された。
S.T.R.I.K.E.
“Special.Tactical.Reserve for.International.Key.Emergencies.”の略称で、対テロリスト戦などの特別任務を請け負うS.H.I.E.L.D.の精鋭部隊。
世界安全保障委員会
S.H.I.E.L.D.を管理・監督する役員会。
ヒドラ
大戦中に壊滅へと追い込まれた秘密結社。SSRの捕虜となったゾラをはじめとする残党によって、戦後にS.H.I.E.L.D.内部で再興され、70年もの間に構成員が急増。S.H.I.E.L.D.を水面下で掌握していた。
本作以降の『MCU』の各作品のいくつかにも引き続き登場する。

#### 関連施設
トリスケリオン
アメリカ・ワシントンD.C.のセオドア・ルーズベルト島に位置するS.H.I.E.L.D.の本部施設。本作の主な舞台となる。
キャンプ・リーハイ
アメリカのニュージャージー州・ウィートンにある、SSRの元訓練施設。大戦中にスティーブが訓練に従事した場所であり、本作ではインサイト計画のファイルの出所として登場。

#### 武器・アイテム
銃火器（ヒドラを含む）
- ハンドガン

- グロック19 - S.H.I.E.L.D.のエージェントや兵士の標準武装で、マリアやラムロウ、ロリンズも使用し、ナターシャとピアースもロリンズのものを持ち構え、ラストでシャロンもCIAの射撃訓練で用いる。
- FNX-45 タクティカル - シャロンが愛用し、彼女から取り上げたラムロウも一度使用する。
- SIG SAUER P226

- P226 SCT（カスタムモデル） - 通常のP226と共にラムロウが愛用する。

- S&W M&P - フューリーが愛用する。
- グロック17 - シャロンは他のエージェントのものを使用。スミソニアン博物館の老警備員も所持する。

- サブマシンガン

- H&K MP5A3

- ライフル

- M4A1 - ラムロウやロリンズのほか、サムも一度敵のものを奪い取って使用する。
- F2000 タクティカル
- マイクロ・ガリル - バトロックの一味も使用する。
- H&K HK416
- H&K G36C - バトロックの一味も使用する。
- ステアーAUG A3 - ラムロウが冒頭で使用する。

- マシンガン

- M134
- DShK38重機関銃

- 無反動砲

- AT4

S.H.I.E.L.D.以外では、バトロックの一味がFN P90も使用しており、スミソニアン博物館のハウリング・コマンドーズの面々の蝋人形がM3/M3A1グリースガン、ウィンチェスターM1897、ステン Mk.II SMG、ブローニング M1919A4、M1ガーランドを持ち構えている。
M67破片手榴弾
スティーブやウィンター・ソルジャーも敵側のものを使用する。
テイザー・ロッド
S.T.R.I.K.E.のメンバーが装備する電磁警棒。
マグネティック・ハンドカフス
強力な磁力を発して、はめ込んだ相手を金属性の壁などに固定する特殊手錠。
マウスホール
S.H.I.E.L.D.の高官クラスのエージェントが所有する、レーザー切断装置。
フォトスタティック・ベール
S.H.I.E.L.D.エージェントが他人に変装する際に用いられる薄布状のツール。
テトロドトキシンB
以前、ブルース・バナー/ハルクが、自身の変身対策として作り上げた、抗ストレス薬。
ブレード
フューリーがインサイト計画阻止のために用意した3枚のPCカード。
生体認証バッジ
ピアースが来訪した役員たちに配布し、身に付けさせた特殊なバッジ。
セプター
“インフィニティ・ストーン”の一つである思考・精神を司る力を持つ“マインド・ストーン”を穂先の青い宝石に内包する杖/槍。嘗てロキによって地球に持ち込まれた後にS.H.I.E.L.D.に回収されたが、エンドロール後にストラッカーらが潜伏するヒドラのアジトのワンシーンにのみ登場する。

#### テクノロジー・ビークル
データマイニング・アルゴリズム
ゾラが開発した、インサイト計画の根幹であるシステム。
エレクトリック・バタリング・ラム
強靭な壁面や車両などを突き破るために用いられる破城槌型装置。
メモリー・サプレッシング・マシーン
ヒドラが銀行内のアジトで、記憶が不安定になったウィンター・ソルジャーに対して用いた大型装置。
シボレー・タホ
フューリーのSUV。外観は市販車と大差ないが、多数の機能を有しているとフューリーは明言していた。
レムリア・スター
インサイト計画のための偵察衛星を打ち上げるように設計されたS.H.I.E.L.D.の船舶。
クインジェット
S.H.I.E.L.D.が多数保有する特殊航空機。本作に登場する当機は、外観と基本構造は大差ないものの、アップグレードされた新型となっている。
インサイト・ヘリキャリア
S.H.I.E.L.D.がインサイト計画実行のために建造した、新型のヘリキャリア。
その他のビークル（ヒドラを含む）
- 車両

- キャディラック・CTS-V
- シボレー・インパラ 9C1 - ワシントン市警のパトカーに擬装して登場する。
- シボレー・サバーバン（10代目）
- フォード・E-150
- ハマー H2
- ピットブル VX

- 航空機

- アグスタ A109 - クライマックスでフューリーが本機でトリスケリオンに駆けつけ、彼とナターシャ、サムの脱出にも運用される。
- ベル 407

このほかにも、ナターシャの愛車のシボレー・コルベット C7型、サムの愛車のシボレー・インパラ（10代目）、スティーブとナターシャがキャンプ・リーハイに向かうために運転するシボレー・シルバラードが登場し、スミソニアン博物館には戦時中のスティーブが愛用したハーレーダビッドソン WLA"リベレーター"をはじめ、ライアン NYP-1、X-151号機などが展示されている。

### その他の地域・施設

#### アメリカ合衆国
ワシントンD.C.
アメリカの首都。本作の主な舞台であり、スティーブやサムもこの街に住んでいる。
スミソニアン博物館
ワシントンD.C.にある博物館。スティーブは、クライマックスの戦い直前にここにあるキャプテン・アメリカのレプリカ・ユニフォームを拝借した。本作ラストのエンドロール後にはバッキーも来訪し、自身の展示を目の当たりにする。
アメリカ退役軍人省
サムの現在の職場で、彼は自身と同じく戦場でトラウマを抱えたり、PTSDを患ったりしている退役軍人のためのカウンセラーとして働いている。スティーブもここを訪ね、サムと交流する。
ダウンタウン
ホワイトハウスの北側に位置する中心街。ここの車道でフューリーは、襲撃部隊の執拗な攻撃を受け、ウィンター・ソルジャー（洗脳状態のバッキー）にも追い詰められる。
ウィラード・ホテル
ワシントンD.C.の高級ホテル。ここの敷地内でシットウェルは、スターンとヒドラの挨拶を交わすが、待ち構えていたサムの呼び出しを受け、彼らに身柄を抑えられる。

#### ソコヴィア基地
“ソコヴィア”の山奥にある、廃墟同然の古城を利用したヒドラの秘密基地。ポストクレジットシーンにストラッカーらやマキシモフ兄妹が潜伏する施設として登場する。

#### インド洋
三大洋の一つである海域。物語の前半では、この海域の座標“緯度：16N 55' 12.06°、経度：72N 56′ 7.09"”にレムリア・スターが停泊していた。

## 製作

### 企画
脚本のクリストファー・マルクスとスティーヴン・マクフィーリーは、2011年4月に『キャプテン・アメリカ/ザ・ファースト・アベンジャー』の続編の脚本を執筆中であると述べた。2011年6月、彼らはインタビューで、続編は現代の物語が中心になると述べた。クフィーリーは後に、脚本の98%が現代を舞台としており、執筆の最初の数ヶ月段階ではマーベルと試行錯誤していたが、アウトライン完成後にストーリーはあまり変化しなかったことを明らかにした。マルクスとマクフィーリーはコミックからエド・ブルベイカーのウィンター・ソルジャーのストーリーラインを翻案したがったが、彼らが納得するものを作り上げるのに6ヶ月を要した。2人は脚本のジャンルを陰謀ものであると定義し、『コンドル』（1975年）、『パララックス・ビュー』（1974年）、『マラソンマン』（1976年）から影響を受けていることを明らかにした。
2011年9月、クリス・エヴァンスは続編は2014年まで公開されないだろうと述べた。2012年1月、ダム・ダム・デュガンを演じたニール・マクドノーは、おそらく『マイティ・ソー/ダーク・ワールド』が完成したあとの2012年末頃に撮影されるだろうと述べた。
2012年3月、監督候補は10名挙がっていたうち、マーベルはジョージ・ノルフィ、F・ゲイリー・グレイ、ルッソ兄弟のいずれかに絞り込んでいることが報じられた。ウォルト・ディズニー・スタジオは続編の公開日を2014年4月と発表した。ディズニーは、「2作目では『アベンジャーズ』の後、ニック・フューリーとS.H.I.E.L.D.と共に活動を続け、現代での自分の役割を受け入れるのに苦悩するスティーブ・ロジャースがピックアップされる」と述べた。4月末、F・ゲイリー・グレイはニュー・ライン・シネマでN.W.A.の伝記映画『ストレイト・アウタ・コンプトン』を監督するために降板したことが報じられた。

### プリプロダクション
2012年6月、ルッソ兄弟への監督交渉に入った。また、サミュエル・L・ジャクソンがS.H.I.E.L.D.長官のニック・フューリー役で再出演することが報じられた。マーベルはテレビシリーズ『コミ・カレ!!』の第2シーズン最終回を見た後にルッソ兄弟を探し出し、彼らのアイデアが盛り込まれた。2012年7月、コミコン・インターナショナルで続編のタイトルが『Captain America: The Winter Soldier』となり、ルッソ兄弟が監督することが発表された。監督契約を交わした後、ルッソ兄弟はウィンター・ソルジャーというキャラクターの詳細を学ぶためにエド・ブルベイカーと会談した。同月、アンソニー・マッキーがファルコン役での出演交渉に入った。またセバスチャン・スタンもジェームズ・バーンズ役での再出演が報じられた。2012年8月、『ニューヨーク・ポスト』は、アナ・ケンドリック、フェリシティ・ジョーンズ、イモージェン・プーツらが主要キャストの筆頭候補となっていることが報じられた。
2012年9月、クリス・エヴァンスは撮影開始は2013年3月になるだろうと発言した。エヴァンスはまた、ロジャースが現代世界に適合するのは元々『アベンジャーズ』に含まれていたが、『Captain America: The Winter Soldier』の方が合っているだろうと述べた。同月末、グレーター・クリーブランド・フィルム・コミッションは950万ドルの税額控除が認められ、『Captain America: The Winter Soldier』がクリーブランドで撮影されることを発表した。また、一部はカリフォルニア州とワシントンD.C.で撮影されることも報じられた。
2012年10月、『Deadline.com』は、エミリア・クラーク、ジェシカ・ブラウン・フィンドレイ、テリーサ・パーマー、イモージェン・プーツ、アリソン・ブリーがロジャースの恋人役に考慮されていると報じた。またスカーレット・ヨハンソンがブラック・ウィドウ役で再出演することが報じられた。後にメアリー・エリザベス・ウィンステッドが女主人公で、さらにニコライ・コスター＝ワルドーとジョシュ・ホロウェイの出演が考慮されていると報道された。しかしながらウィンステッドは「どこから来たのかわからない噂のようなもの」だと述べた。10月末、フランク・グリロが悪役のクロスボーンズ役のでテストを受けていることが報じられた。同月末までにグリロは同役での出演契約を交わし、またコビー・スマルダーズが『アベンジャーズ』に引き続いてマリア・ヒルを演じることが報じられた。
2013年1月、前作でペギー・カーターを演じたヘイリー・アトウェルは続編には登場しないと述べた。しかしながらエイブラハム・アースキン博士を演じたスタンリー・トゥッチは、アトウェルは回想シーンで登場するだろうと述べた。同月、マーベルは3Dでの公開を発表し、アンソニー・マッキーは2013年4月1日からの撮影開始を明した。また月末、アーニム・ゾラ博士を演じたトビー・ジョーンズは、続編でも同役を務めることを明した。さらに同月末、ロサンゼルスのローリー・マンハッタン・ビーチ・スタジオに撮影のためのステージが建てられたことが報じられた。

2013年2月、エミリー・ヴァンキャンプが女性主人公を演じるための交渉に入ったことが報じられた。同月末、プロデューサーのケヴィン・ファイギは、本作はポリティカル・スリラーであると説明した。ファイギは後に、
「私たちの映画の全てがユニークであると感じ、異なると感じさせられる試みでは、私たちは似ているもの（『コンドル』）に回帰していことに気づいた。また70年代には他にも『パララックス・ビュー』、『大統領の陰謀』といったポリティカル・スリラーがあり、これはキャップがコミックに登場したのと同じ時代だ。彼は自分が揺れ動く60年代からウォーターゲート時代、レーガン時代、そして我々がいる今日へと続いていることに気づく。コミックではそれはスティーヴにとってとんでもない旅だった。そしてシネマティック・ユニバースでは彼は眠っていたので我々はそれらの時代に彼を連れ回すことはできなかった。しかし我々は彼にその70年代の風味がある道徳的な難問に立ち向かって欲しいと思った。そして我々の映画の中ではそれがS.H.I.E.L.D.という形になって現れる」
と述べた。ジョー・ルッソは後にインサイト計画が標的殺害の実行に対する批判であることを付け加えた。ジョーは「問題はどこで立ち止まるかだ。我々が自分をより安全にするために100人を殺せばいいなら、そうするか? もしもそれが1000人だったら? 1万人だったら? 100万人だったら? どの時点で貴方は立ち止まるか?」と述べた。
2013年3月、『Deadline.com』は『マイティ・ソー』と『アベンジャーズ』でS.H.I.E.L.D.エージェントのジャスパー・シットウェルを演じたマキシミリアーノ・ヘルナンデスの出演を報じた。同月、ロバート・レッドフォードにS.H.I.E.L.D.の上官役で交渉中であることが報じられた。レッドフォードは出演を認め、いつもの自分の映画とは異なるものであったために興味があったと述べた。また月末、UFCの格闘家のジョルジュ・サンピエールがバトロック・ザ・リーパー役に決まったことが報じられた。
キャプテン・アメリカのユニフォームは以前の映画で見られたものから変更され、ケブラー素材で弾道学的構成によってキャプテン・アメリカを保護しつつ軍服の機能を果たすものとなっている。ファルコンの衣裳に関して映画製作者たちはコミックの要素を剥ぎ取り、現実のウェビング、ストラップ、ギアをといったコミックで登場したものよりも戦術的なデザインの多くを追加することに興味を持っていた。

### 撮影

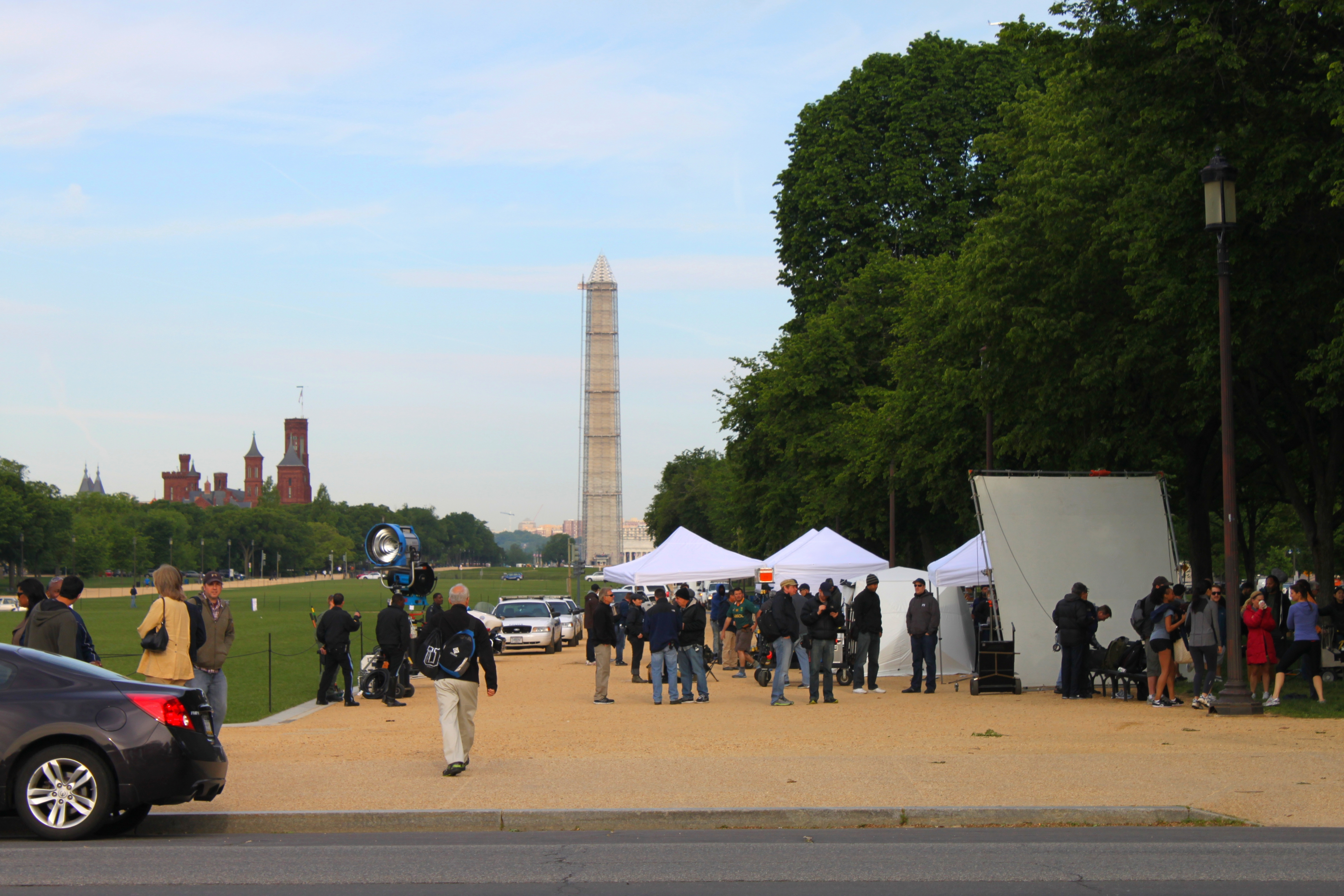
ナショナル・モールでの撮影。

2013年4月1日よりロサンゼルスのローリー・マンハッタン・ビーチ・スタジオで、『Freezer Burn』というワーキングタイトルを使って撮影が始まった。「Lumerian Star」の場面はカリフォルニア州ロングビーチにドッキングしていたシーローンチ・コマンダーで撮影された。5月上旬、ドミニク・クーパーはハワード・スタークを再演することを明かした。5月13日、製作はワシントンD.C.に移り、ナショナル・モールとセオドア・ルーズベルト橋で撮影が行われた。ギャリー・シャンドリングが『アイアンマン2』のスターン上院議員役を再び務めることが明かされた。ワシントンD.C.では他にウィラード・ホテルとデュポン・サークルで撮影が行われた。
5月17日にクリーブランドでの撮影が始まり、6月中旬までにウェスト・ショアウェイやカヤホガ・ハイツの南下水処理場、レイクビュー・セメタリー・ダムでのロケが予定された。クリーブランドはワシントンD.C.としてスタンドインとして選ばれ、東6番街はサウスウェストD.C.の7番及びD番街のダブルとして撮られた。クリーブランドでは他にクリーブランド連邦準備銀行、クリーブランド公立図書館、クリーブランド州立大学、クリーブランド・アーケード、タワー・シティ・センター、クリーブランド美術館、ウェスタン・リザーブ歴史協会でロケが行われた。インテリアショットは民家やトレモントのピルグリム組合教会内部で撮影された。クリーブランドでの撮影は2013年6月27日に完了した。
撮影監督には『第9地区』や『エリジウム』で知られるトレント・オパロックが雇われた。オパロックは監督が『マラソンマン』や『コンドル』のような1970年代のスリラーの「砂のような、現実的な世界」に触発されたと述べている。オパロックは「我々の出発点は、このストーリーとこのキャラクター、キャプテン・アメリカをベースとした現実世界だ。我々は古典的なフレーミングと自然照明について話した。我々の注視のもう1つの鍵は頻繁に手持ち撮影を行うオペレーターのアンドリュー・ロリンズとイアン・フォックスの素晴らしい仕事ぶりだった。しかし基本的な考えは我々がこの素晴らしいキャラクターに衣裳を着せて盾を持たせて走り回らせることであった。彼が現実の人間であった場合、どのようなものだろうか? これは面白い問題提起であった」と述べた。これを実現するため、オパロックはパナビジョン・アナモルフィック・レンズとコーデックス デジタルレコーダーを搭載したアリ・アレクサ・プラス4:3カメラを使用した。

### ポストプロダクション
特殊効果にはインダストリアル・ライト&マジックとスキャンラインVFXを含む5社が参加した。2013年12月、翌月に追加撮影を行う予定が組まれた。
『アベンジャーズ』及び『アベンジャーズ/エイジ・オブ・ウルトロン』の監督であるジョス・ウィードンはエンドクレジット後の場面のうちの1つを監督し、そこでクイックシルバーとスカーレット・ウィッチが初登場した。

## 音楽
2013年6月、ヘンリー・ジャックマンが映画音楽を作曲することが発表された。サウンドトラックアルバムはハリウッド・レコードより2014年4月1日に発売された。

## マーケティング

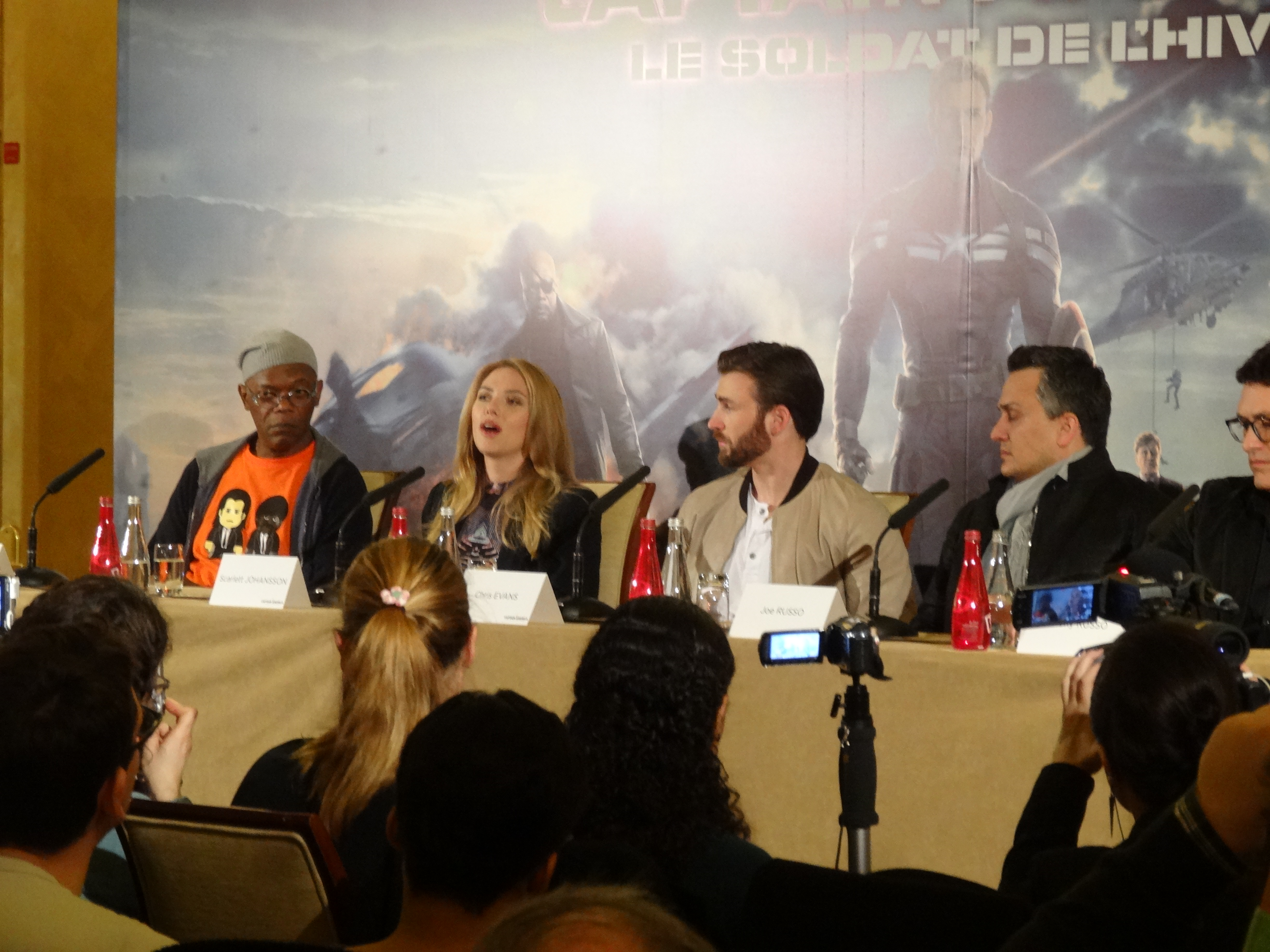
左からジャクソン、ヨハンソン、エヴァンス、ルッソ兄弟（2014年3月・パリ）。

2013年6月7日、マーベル・スタジオは破損して変色したキャプテン・アメリカの盾が描かれたティーザーポスターを公開した。『ロサンゼルス・タイムズ』は「続編で（キャプテン・アメリカの）深刻な戦いが描かれる可能性があることを示唆している」と報じ、また『ローリング・ストーン』は「続編のダークなテーマを暗示している」と評した。翌月、マーベル・スタジオ社長でプロデューサーのケヴィン・ファイギ、監督のルッソ兄弟、キャストのクリス・エヴァンス、スカーレット・ヨハンソン、サミュエル・L・ジャクソン、セバスチャン・スタン、アンソニー・マッキー、コビー・スマルダーズ、エミリー・ヴァンキャンプ、フランク・グリロがコミコン・インターナショナルのパネルに登場し、フッテージ映像が公開された。さらにマーベルは『キャプテン・アメリカ/ザ・ファースト・アベンジャー』のキャプテン・アメリカとハウリング・コマンドーズを描いたスミソニアン型のブースを展示した。7月末、ディズニーXDのディズニー・ファンダムのイベントでマーベルの他のフェイズ2映画と共に映像が上映された。
2013年8月、ディズニーのD23エキスポにファイギ、エヴァンス、スタン、マッキーが出席し、クリップ映像が上映された。2013年9月、マーベルは『キャプテン・アメリカ/ザ・ファースト・アベンジャーズ』からのハーレーダビッドソンとの提携を継続し、劇中でキャプテン・アメリカは同社のソフテイル・ブレイクアウトのオートバイに乗ることを発表した。
2013年10月、マーベルは最初の予告編を公開した。
2014年2月2日、第48回スーパーボウルで『キャプテン・アメリカ/ウィンター・ソルジャー』のテレビ広告が流された。『ハリウッド・リポーター』はディズニーは30秒あたりに400万ドル以上を支払っていると報じている。
2013年3月18日、ABCは1時間の特別番組『Marvel Studios: Assembling a Universe』で『キャプテン・アメリカ/ウィンター・ソルジャー』のスニークピークを公開した。2014年4月1日、エヴァンスとスタンは映画の劇場公開を記念してニューヨーク証券取引所のオープニングベルを鳴らした。

## 公開

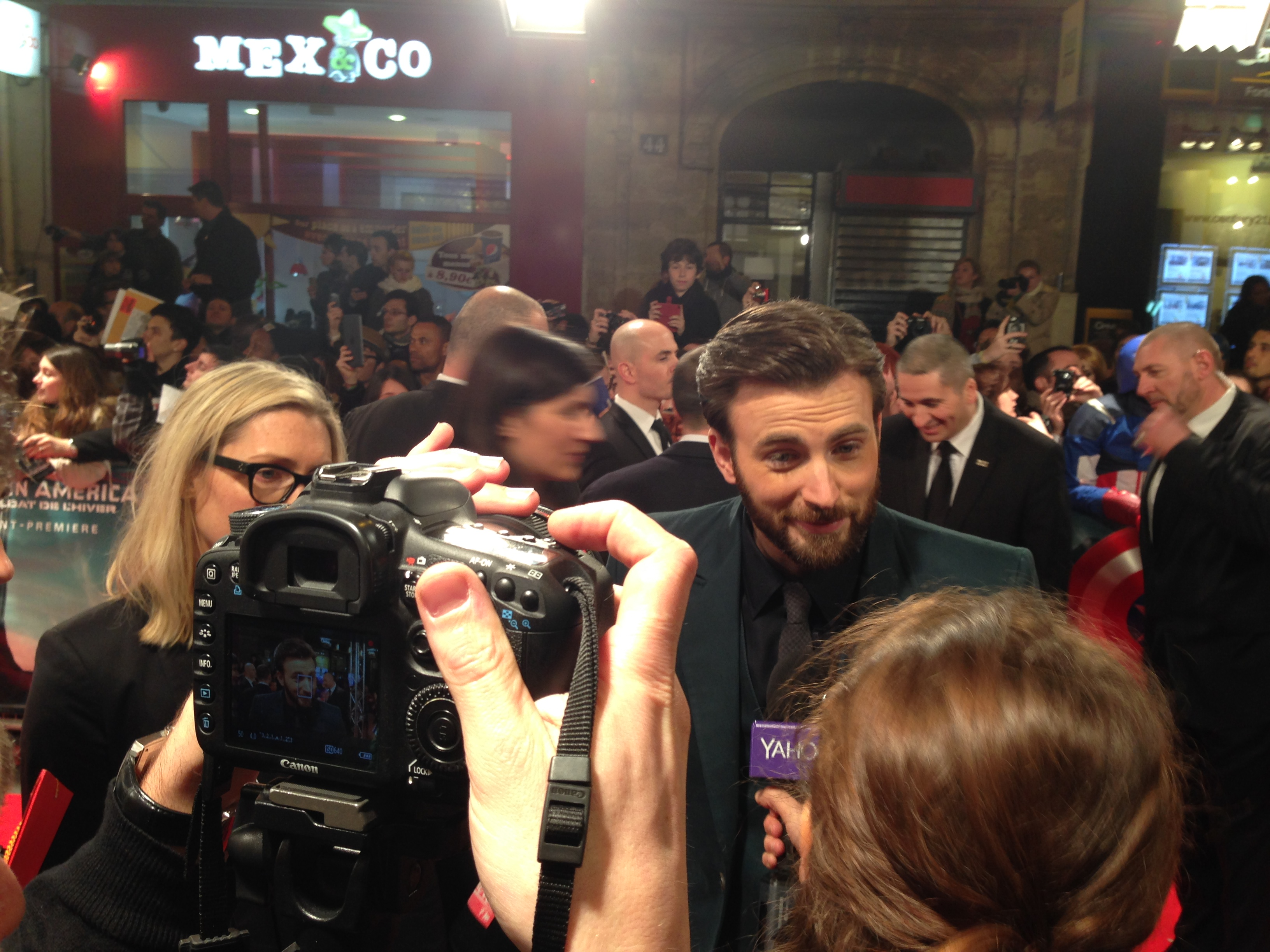
パリ・プレミアでのクリス・エヴァンス。

2D、3D、IMAX 3Dで2014年3月26日に国際市場で封切られ、その1週間後の4月4日より北アメリカで公開が始まる。ワールド・プレミアは2014年3月13日にカリフォルニア州ハリウッドのエル・キャピタン・シアターで行われた。パリ・プレミアはル・グラン・レックスで3月17日、ロンドン・プレミアはウェストフィールド・ロンドンで3月20日、北京プレミアは3月24日に開催された。クリーブランド・プレミアは4月1日に行われた。クリス・エヴァンスとスカーレット・ヨハンソンはプレミアの1つのパスをチャリティのためにオークションに出した。

## 評価

### 興行収入
2014年5月16日時点で北アメリカでは2億4646万4860ドル、それ以外の地域で4億5060万ドル、全世界合算で6億9706万4860ドルである。
北アメリカ
北アメリカでは2014年4月3日木曜の深夜上映で前作の2倍以上となる1020万ドルを売り上げた。金曜日の公開初日は3690万ドル、初週末3日間では9500万ドルを売り上げたが、これは4月初日及び初週末記録を更新する額である。また初週末興行収入は前作を46%上回る額であった。週末興行収入は3週連続で1位となった。
北アメリカ以外
32か国で封切りが始まり、初週末に7520万ドルを売り上げて1位となった。中国では公開3日間で北米外最高となる3920万ドルを売り上げたが、これは同国で公開されたマーベル・シネマティック・ユニバース作品としては最高の初週末成績である。日本では全国488スクリーンで2014年4月19日に公開され、全国映画動員ランキング（興行通信社調べ）初登場4位、公開初週の土日2日間の成績は動員14万2,236人、興収1億9,836万800円を記録した。

### 批評家の反応
2014年4月6日時点で批評家のレビュー集積サイトのRotten Tomatoesで185件のレビューで支持率は89%、平均点は7.5/10となっている。Metacriticで42件のレビューで加重平均値は69/100となっている。
『ハリウッド・リポーター』のトッド・マッカーシーは「ハードな保守的なアクションの楽しみを復活させ、キャラクターの発展に驚き、サスペンスに好奇心をそそられ、CGIスペクタクルを極小にする大胆な（マーベルの）一歩を踏み出す」と評した。『シカゴ・サンタイムズ』のリチャード・ローパーは「『アベンジャーズ』または1本目及び3作目の『アイアンマン』と同等ではないが、これはマーベルのビッグスクリーン・ストーリーの中で別の堅実な章である」と評した。『エンターテインメント・ウィークリー』のオーウェン・グレイバーマンは「『キャプテン・アメリカ/ウィンター・ソルジャー』は今起こっていることにあなたを差し込む、『ダークナイト』以来初めてのスーパーヒーロー映画だ」と評した。
映画監督のジェームズ・ガンが2014年のお気に入りの映画12本の中で本作を挙げている。

### 受賞/ノミネート
| 年                      | 賞 / フィルムフェスティバル  | カテゴリー                                             | 受賞者                                                | 結果       | 脚注    |
| ----------------------- | ---------------------------- | ------------------------------------------------------ | ----------------------------------------------------- | ---------- | ------- |
| 2014                    | Golden Trailer Awards        | Best Action                                            | Captain America: The Winter Soldier                   | ノミネート | [ 126 ] |
| 2014                    | Golden Trailer Awards        | Best Action TV Spot                                    | Captain America: The Winter Soldier                   | 受賞       | [ 126 ] |
| 2014                    | Golden Trailer Awards        | Best Music TV Spot                                     | Captain America: The Winter Soldier                   | ノミネート | [ 126 ] |
| 2014                    | Teen Choice Awards           | Choice Movie: Sci-Fi/Fantasy                           | Captain America: The Winter Soldier                   | ノミネート | [ 127 ] |
| 2014                    | Teen Choice Awards           | Choice Movie Actor: Sci-fi/Fantasy                     | Chris Evans                                           | ノミネート | [ 127 ] |
| 2014                    | Teen Choice Awards           | Choice Movie Actress: Sci-fi/Fantasy                   | Scarlett Johansson                                    | ノミネート | [ 127 ] |
| 2014                    | Young Hollywood Awards       | Super Superhero                                        | Chris Evans                                           | ノミネート | [ 128 ] |
| 2015                    | Critics' Choice Movie Awards | Best Action Movie                                      | Captain America: The Winter Soldier                   | ノミネート | [ 129 ] |
| 2015                    | Critics' Choice Movie Awards | Best Actor in an Action Movie                          | Chris Evans                                           | ノミネート | [ 129 ] |
| 2015                    | People's Choice Awards       | Favorite Movie                                         | Captain America: The Winter Soldier                   | ノミネート | [ 130 ] |
| 2015                    | People's Choice Awards       | Favorite Movie Actress                                 | Scarlett Johansson                                    | ノミネート | [ 130 ] |
| 2015                    | People's Choice Awards       | Favorite Movie Duo                                     | Chris Evans and Scarlett Johansson                    | ノミネート | [ 130 ] |
| 2015                    | People's Choice Awards       | Favorite Action Movie                                  | Captain America: The Winter Soldier                   | ノミネート | [ 130 ] |
| 2015                    | People's Choice Awards       | Favorite Action Movie Actor                            | Chris Evans                                           | 受賞       | [ 130 ] |
| 2015                    | People's Choice Awards       | Favorite Action Movie Actress                          | Scarlett Johansson                                    | ノミネート | [ 130 ] |
|                         | Academy Awards               | Best Visual Effects                                    | Dan DeLeeuw, Russell Earl, Bryan Grill and Dan Sudick | ノミネート | [ 131 ] |
|                         | Saturn Awards                | Best Comic-to-Film Motion Picture                      | Captain America: The Winter Soldier                   | ノミネート | [ 132 ] |
| Best Director           | Saturn Awards                | Joe Russo and Anthony Russo                            | ノミネート                                            |            | [ 132 ] |
| Best Writing            | Saturn Awards                | Christopher Markus & Stephen McFeely                   | ノミネート                                            |            | [ 132 ] |
| Best Actor              | Saturn Awards                | Chris Evans                                            | ノミネート                                            |            | [ 132 ] |
| Best Supporting Actor   | Saturn Awards                | Anthony Mackie                                         | ノミネート                                            |            | [ 132 ] |
| Best Supporting Actor   | Saturn Awards                | Samuel L. Jackson                                      | ノミネート                                            |            | [ 132 ] |
| Best Supporting Actress | Saturn Awards                | Scarlett Johansson                                     | ノミネート                                            |            | [ 132 ] |
| Best Music              | Saturn Awards                | Henry Jackman                                          | ノミネート                                            |            | [ 132 ] |
| Best Editing            | Saturn Awards                | Jeffrey Ford and Matthew Schmidt                       | ノミネート                                            |            | [ 132 ] |
| Best Production Design  | Saturn Awards                | Peter Wenham                                           | ノミネート                                            |            | [ 132 ] |
| Best Special Effects    | Saturn Awards                | Dan DeLeeuw, Russell Earl, Bryan Grill, and Dan Sudick | ノミネート                                            |            | [ 132 ] |
| Empire Awards           | Best Thriller                | Captain America: The Winter Soldier                    | ノミネート                                            | [ 133 ]    |         |
| MTV Movie Awards        | Best Fight                   | Chris Evans vs. Sebastian Stan                         | ノミネート                                            | [ 134 ]    |         |
| 第87回アカデミー賞      | Best Kiss 視覚効果賞         | Scarlett Johansson and Chris Evans                     | ノミネート                                            | [ 134 ]    |         |

## 続編
2014年1月、ルッソ兄弟は3作目を監督する契約を交わし、3月に彼らはクリス・エヴァンスがキャプテン・アメリカ役、ケヴィン・ファイギがプロデューサー、クリストファー・マルクスとスティーヴン・マクフィーリーが脚本家を続投することを明かした。監督との再契約は『ウィンター・ソルジャー』公開の3ヶ月前にマーベル幹部とのテスト・スクリーニングを行った結果によるものである。マルクスとマクフィーリーは2013年後半より脚本作業に取り組んでいる。撮影監督も引き続いてトレント・オパロックが務める。公開は2016年5月6日。

## 他のMCU作品とのタイ・イン
- 『エージェント・オブ・シールド』の第1シーズン第16話「始まりの終わり」と第17話「疑いの連鎖」は『キャプテン・アメリカ/ウィンター・ソルジャー』の出来事が中心となっている[140]。第14話「タヒチ」で始まる『ウィンター・ソルジャー』とクロスオーバーの原因となる全エピソードは「Uprising」と呼ばれるエピソード群の一部であった。
- 今作のインサイト計画にはトニー・スタークも関わっている。三機の新型ヘリキャリアーには、トニーに提供されたリパルサーエンジンが使用されており、補給無しでの飛行が可能になったと冒頭においてフューリーに語られている。これは、『アベンジャーズ』で、旧型のタービン式エンジンに巻き込まれたトニー自身の経験による。また、インサイト計画をヒドラが発動しようとして標的をロックしたシーンではトニーも標的となっており、アベンジャーズ・タワー(旧スターク・タワー)と、トニー・スタークの顔写真が映っている。その直前には、ホワイトハウスと『アイアンマン3』に登場したマシュー・エリス大統領の顔写真も映っていた。
- シットウェルの語るヒドラの脅威になりうる人物の中に「ストレンジ」の名が出ているが、これは後にフェイズ3で実写化したマーベルヒーローの一人「ドクター・ストレンジ」こと天才外科医スティーヴン・ストレンジである。